# B53 (bombe nucléaire)
Pour les articles homonymes, voir B53.

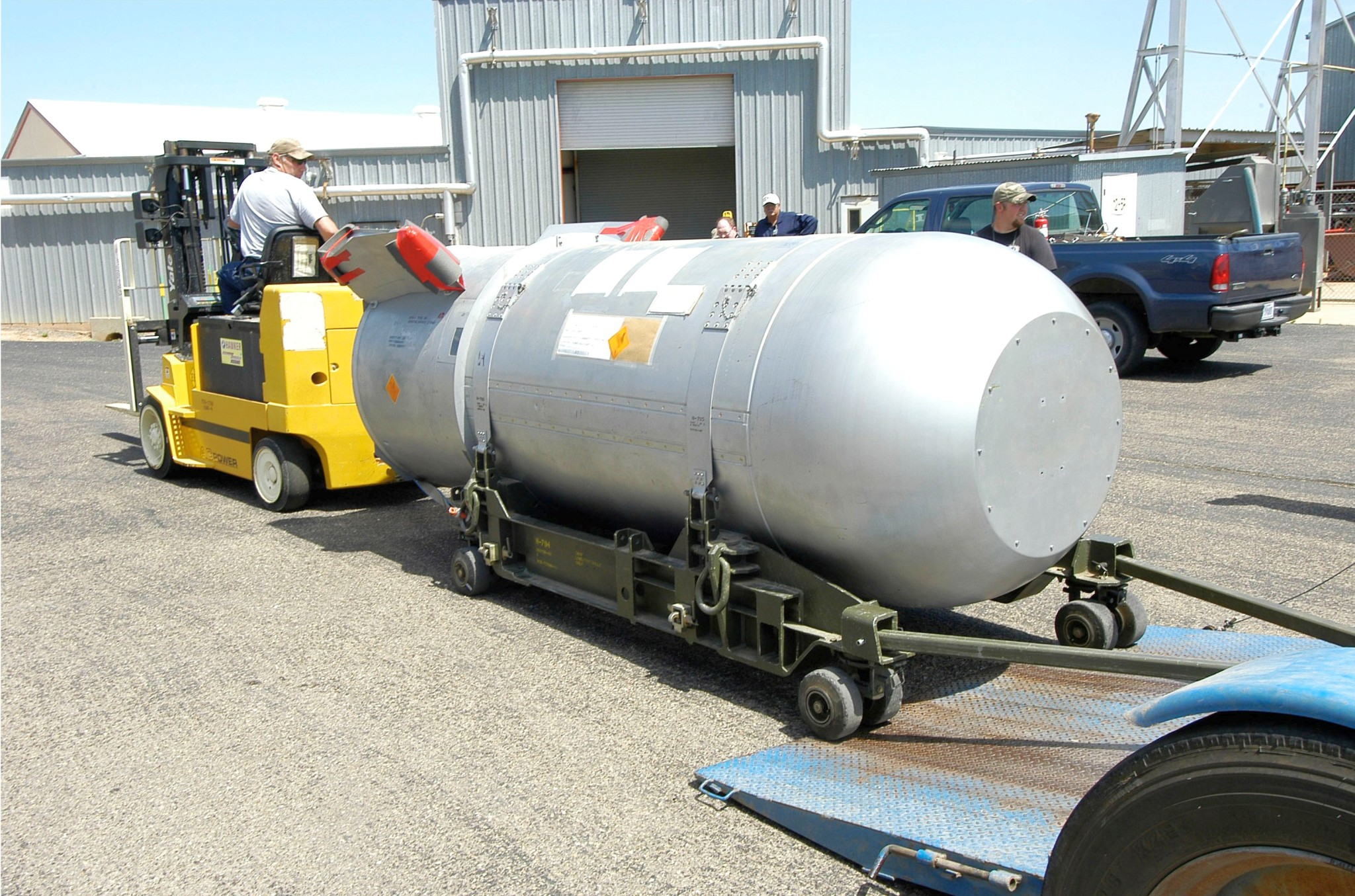
Bombe B53 en février 2011 à Pantex pour y être démantelée.

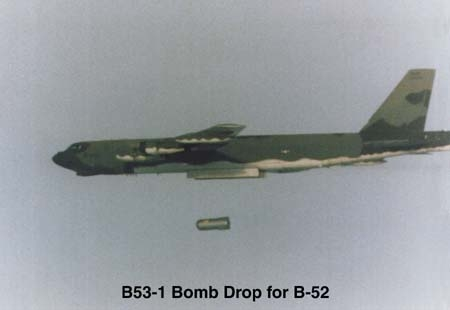
Largage d'une B53-1 depuis un Boeing B-52.

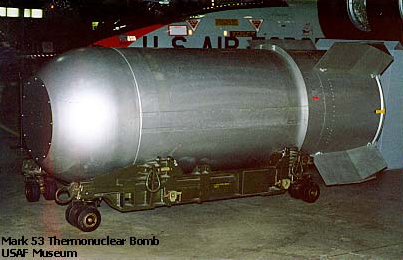
Une B53 dans un musée.

B53 est une bombe thermonucléaire américaine de 9 mégatonnes proche de l'ogive W53 qui équipait les missiles balistiques Titan II. Il s'agit de la seconde plus puissante arme nucléaire entrée en service dans l'arsenal nucléaire des États-Unis après la B41 de 25 mégatonnes qu'elle a remplacée.
Conçue par le laboratoire national de Los Alamos entre 1958 et 1961, elle fut fabriquée de 1961 à 1965 à environ 340 exemplaires sous le nom de Mk 53 avant de recevoir la désignation B53 en 1968. Sa longueur est de 3,76 m et son diamètre est de 1,3 m. Sa masse est de 4 010 kg dont 135 kg d'uranium. 
Ses vecteurs étaient les bombardiers B-47 Stratojet, B-52 Stratofortress et B-58 Hustler.
Retirées du service actif au début des années 1980, quelques dizaines de bombes ont été mises en réserve jusqu'en 1997. La dernière unité a été démantelée le 25 octobre 2011 dans l'usine Pantex au Texas.